# Goh Bi
Goh Bi är en kulle i Indonesien.   Den ligger i provinsen Aceh, i den västra delen av landet, 1 800 km nordväst om huvudstaden Jakarta. Toppen på Goh Bi är 226 meter över havet.
Terrängen runt Goh Bi är huvudsakligen kuperad, men norrut är den platt. Havet är nära Goh Bi västerut.Runt Goh Bi är det tätbefolkat, med 286 invånare per kvadratkilometer. Närmaste större samhälle är Banda Aceh, 13,8 km öster om Goh Bi. 